# Jim Delaney
Francis James „Jim“ Delaney (* 1. März 1921 in Butte, Montana; † 2. April 2012 in Santa Rosa) war ein US-amerikanischer Kugelstoßer.
1947 wurde er US-Meister. Im Jahr darauf qualifizierte er sich mit seiner persönlichen Bestleistung von 16,81 m für die Olympischen Spiele in London, gewann dort die Silbermedaille mit 16,68 m (Gold und Bronze ging an seine Landsleute Wilbur Thompson mit 17,12 m und Jim Fuchs mit 16,42 m) und verteidigte seinen US-Titel.

## Belege
1. ↑  Francis James "Jim" Delaney Obituary. In: Press Democrat. 2012, abgerufen am 6. Oktober 2022 (englisch).

| Personendaten    | Personendaten                 |
| ---------------- | ----------------------------- |
| NAME             | Delaney, Jim                  |
| ALTERNATIVNAMEN  | Delaney, Francis James        |
| KURZBESCHREIBUNG | US-amerikanischer Kugelstoßer |
| GEBURTSDATUM     | 1. März 1921                  |
| GEBURTSORT       | Butte, Montana                |
| STERBEDATUM      | 2. April 2012                 |
| STERBEORT        | Santa Rosa (Kalifornien)      |